# 구라하시 다케유키
쿠라하시 타케유키(일본어: 倉橋 武幸 くらはし たけゆき[*], 간분 10년 (1670년) - 겐로쿠 16년 2월 4일 (1703년 3월 20일))는 에도시대 전기의 무사이다. 아코 낭사 47사 중 한명이다. 통칭 덴스케(일본어: 伝助 でんすけ[*])이다.

## 생애
간분 10년 (1670년), 아코번 아사노가 가신 쿠라하시 타케스케의 아들로 태어났다. 어머니는 막부 가신 오오히라 야고로베에의 큰어머니이다.
엔호 4년 (1676년), 7살 때 아버지가 돌아가셨기 때문에 가독을 이었다. 아코번에서는 츄코쇼 (15량 3인부지) 역을 맡았다. 겐로쿠 7년 (1694년)의 빗츄 마츠야마성 수취에도 종군하여, 그대로 1년 반 동안 마츠야마에 잔류하고 있었다
겐로쿠 14년 (1701년) 3월 14일, 아사노 나가노리가 키라 요시히사를 성 중에서 칼로 상처를 입혔을 때, 쿠라하시가 나가노리의 참근교대를 동행하고 있었기 때문에 에도에 있었다. 호리베 타케츠네에 동조하여 에도 급진파의 한 사람이 되었다. 겐로쿠 15년 (1702년) 6월에는 아사쿠사 찻집에서 스기노 츠기후사, 타케바야시 타카시게, 마에하라 무네후사, 후와 마사타네, 카츠타 타케타카 등과 동맹 서약을 했다. 8월 이후에는 혼쇼바야시쵸의 호리베 타케츠네의 셋집으로 옮겨, 쥬자에몬이라고 이름을 바꾸었다.
키라 저택에 들어갈 때에는 후문대에 속하였다. 토벌 후에는 쵸후번 모리가에 맡겨져, 겐로쿠 16년 (1703년) 2월 4일에 모리가 가신 에라 키요키치의 카이샤쿠로 할복했다. 향년 34세, 주군 아사노 나가노리와 같은 타카나와 센가쿠지에 묻혔다. 계명은 "인단동검신사(刃鍛錬剣信士)이다.